# Yazdan Yazdanpanah
Yazdan Yazdanpanah es un infectólogo francés de origen iraní. Director del ANRS-Maladies infectieuses émergentes desde 2021. 

## Biografía
Licenciado en medicina por la Universidad de Lille en 1996, obtuvo una maestría en epidemiología por la Escuela de Salud Pública de Harvard en 2000, y completó su formación con un doctorado por la Escuela de Salud Pública de Burdeos en 2002. Profesor de Medicina en Universidad de París Diderot, ha sido jefe del Departamento de Enfermedades Infecciosas del Hospital Bichat-Claude Bernard de París.
Tiene un índice h de 71 y 22.624 citas según Semantic Scholar.